# Thuidium molkenboeri
Thuidium molkenboeri là một loài Rêu trong họ Thuidiaceae. Loài này được Sande Lac. miêu tả khoa học đầu tiên năm 1866.